# Палиперидон
Палиперидон (Инвега, Ксеплион, Тревикта) — атипичный антипсихотический препарат, разработанный компанией Janssen Pharmaceutica. Является метаболитом препарата рисперидон (9-гидроксирисперидон), отличаясь от него наличием одной гидроксильной группы. Вследствие этого предположительный механизм действия препарата аналогичен механизму действия рисперидона, хотя в точности он ещё не изучен. Агентство FDA одобрило палиперидон к применению при шизофрении и биполярном расстройстве 20 декабря 2006 года. В 2011 году зарегистрирован для применения при шизоаффективном расстройстве. Палиперидон выпускается в таблетках, также существует инъекционная пролонгированная форма палиперидона (палиперидона пальмитат) под торговым названием «Ксеплион».

## Механизм действия
Палиперидон — центрально действующий антагонист дофаминовых D2-рецепторов, обладающий также высоким антагонизмом в отношении 5-HT2-рецепторов. Кроме того, палиперидон является антагонистом α1- и α2-адренорецепторов и Н1-гистаминовых рецепторов. Палиперидон не обладает аффинитетом к холинорецепторам, мускариновым, а также β1- и β2-адренорецепторам.

## Побочные эффекты и взаимодействия
В меньшей степени, чем рисперидон, вызывает появление бессонницы и тревоги, обладает более выраженным седативным потенциалом. Также гораздо реже возникают сонливость, головокружения, диспепсические расстройства, но чаще — тахикардия. Другими нежелательными явлениями могут быть головная боль, тремор, ортостатическая гипотензия, артериальная гипертензия, сухость во рту, удлинение интервала QT.
Экстрапирамидные побочные эффекты палиперидона являются дозозависимыми: в дозах 9—12 мг/сут частота их возникновения сопоставима с частотой возникновения при терапии рисперидоном. Дозозависимой также является прибавка массы тела. Гиперпролактинемия в анализах крови появляется у 67 % пациентов приблизительно через две недели после начала терапии препаратом и затем сохраняется в виде плато, часто не достигая уровня, обусловливающего клинические проявления. Для палиперидона, как и для рисперидона, характерен сравнительно высокий риск поздней дискинезии (при применении препарата в высоких дозах).
Отсутствие печёночного метаболизма у палиперидона сводит риск нежелательных лекарственных взаимодействий с препаратами, метаболизирующимися в печени, к минимуму.